# Tajemství nesmrtelného Nikolase Flamela
Tajemství nesmrtelného Nikolase Flamela je série šesti fantasy románů, jejichž autorem je irský spisovatel Michael Scott. První kniha Alchymista byla vydána v roce 2007, s tím, že každý následující rok vyjde jeden další díl. Šestá a poslední kniha The Enchantress (Kněžka) vyšla roce 2012.
Všichni hlavní hrdinové se představují již v prvním díle Alchymista. Děj se odehrává převážně na Alcatrazu v San Francisku, kde jsou uvězněny různé nestvůry… Také v Paříži a ve Velké Británii. Jsou zde i jiné světy, např. Danu Talis (kde je svedena poslední bitva a kde se dvojčata Josh a Sofie Newmanovi dozví pravdu o jejich původu). V této sérii jsou skoro všichni postavami z legend, bájí, pověstí či mýtů či skutečnými osobami (Saint-Germain, Johanka z Arku, Scathach, Niten, Aife, Areop-Enap, Perenella a Nicolas Flamelovi, John Dee, Virginie Darová, Osiris a Isis, William Shakespeare, Palamédes, Prométheus, Tsagaglal, Mars, Gilgameš, Niccolo Machiavelli, Maretheyu, atd...), až na Sáru, Richarda, Joshe a Sofii Newmanovi, kteří jsou vymyšlení.

## Díly
1. Alchymista – Tajemství nesmrtelného Nikolase Flamela (The Alchemyst)
2. Čaroděj (The Magician)
3. Vědma (The Sorceress)
4. Zaříkávač (The Necromancer)
5. Válečník (The Warlock)
6. Kněžka (The Enchantress)